# Conistra fornax
Conistra fornax là một loài bướm đêm trong họ Noctuidae.